# Wilaya
Als Wilaya (arabisch وِلاية, DMG wilāya ‚Herrschergewalt, Souveränität; Verwaltungsbezirk eines Wāli, Provinz, [Bundes-] Staat‘, pl. wilāyāt وِلايات) werden Verwaltungseinheiten im islamischen Kulturraum bezeichnet. Ein Wāli, türkisch Vali, entspricht einem Gouverneur bzw. Statthalter.
Der arabische Begriff verbreitete sich in der abgeleiteten Variante persisch ولايت, DMG wilāyat, auch welāyat, in unterschiedlicher Vokalisation in den zentralasiatischen und indischen Sprachraum sowie ins Osmanisch-Türkische.
Verwaltungseinheiten:
- heute:
  - Wilaya in Algerien
  - Wilaya in Oman
  - Wilaya in Tunesien
  - Viloyat in Usbekistan
  - Wilojat in Tadschikistan
- historisch:
  - Vilâyet im Osmanischen Reich